# The Easybeats
The Easybeats was een Australische popgroep uit de jaren 60.

## Historie
De band kwam voort uit immigrantenfamilies. Zanger Stevie Wright en drummer Snowy Fleet kwamen uit Engeland, gitarist George Young uit Schotland en gitarist Harry Vanda (Hans van den Berg) en bassist Dick Diamonde (Dick van der Sluijs) uit Nederland. De grootste hit van The Easybeats was Friday on My Mind, wat in 1966 een wereldhit werd. Andere songs van de groep zijn onder andere Hello, how are you en The Land Of Make Believe. In 1967 verliet Fleet de band. Hij werd vervangen door Tony Cahill.
Na het ontbinden van The Easybeats in 1969 werkten Vanda en Young eerst enkele jaren samen als producers. Zo werkten ze in 1974 samen met Easybeats-zanger Stevie Wright bij de productie van diens solo-album Hard Road. Rond 1977 vormden ze de band Flash and the Pan.
In 1986 kwam de originele bezetting weer bij elkaar voor een eenmalige reünietournee. In 2000 toerde er een bezetting van de Easybeats door Europa zonder de originele leden.
Tony Cahill overleed in 2014 op 72-jarige leeftijd. In december 2015 overleed zanger Stevie Wright op 68-jarige leeftijd. Gitarist George Young overleed op 2 oktober 2017. Dick Diamonde overleed in september 2024. Drummer Snowy Fleet (79) overleed 18 februari 2025.

## Trivia
- Het nummer Hello, how are you werd jarenlang gebruikt in televisiereclames van Peek & Cloppenburg.
- George Young is een broer van Angus Young en Malcolm Young, de oprichters van de Australische rockband AC/DC. Zij waren met hun ouders vanuit Schotland naar Australië geëmigreerd. Een vierde broer, Alexander (1938–1997), bleef in Schotland achter. Hij speelde onder meer in de band Grapefruit.

## Discografie

### Singles
| Single met eventuele hitnotering(en) in de Nederlandse Top 40 | Datum van verschijnen | Datum van binnenkomst | Hoogste positie | Aantal weken | Opmerkingen                                |
| ------------------------------------------------------------- | --------------------- | --------------------- | --------------- | ------------ | ------------------------------------------ |
| Friday on My Mind                                             | 1966                  | 26-11-1966            | 1(2wk)          | 15           | met The Dukes / Nr. 1 in de Single Top 100 |
| Hello, How Are You?                                           | 1968                  | 01-06-1968            | 7               | 9            | Nr. 7 in de Single Top 100                 |
| Land of Make Believe                                          | 1968                  | 14-09-1968            | tip15           | -            |                                            |

| Single met hitnotering(en) in de Vlaamse Ultratop 50 | Datum van verschijnen | Datum van binnenkomst | Hoogste positie | Aantal weken | Opmerkingen |
| ---------------------------------------------------- | --------------------- | --------------------- | --------------- | ------------ | ----------- |
| Friday on My Mind                                    | 1966                  | 28-01-1967            | 11              | 7            |             |

### NPO Radio 2 Top 2000
| Nummers met noteringen in de NPO Radio 2 Top 2000 | '99  | '00  | '01  | '02  | '03 | '04  | '05  | '06  | '07  | '08  | '09  | '10  | '11  | '12  | '13  |
| ------------------------------------------------- | ---- | ---- | ---- | ---- | --- | ---- | ---- | ---- | ---- | ---- | ---- | ---- | ---- | ---- | ---- |
| Friday on My Mind                                 | 1195 | 1433 | 1139 | 1060 | 968 | 1058 | 1438 | 1312 | 1560 | 1280 | 1403 | 1479 | 1889 | 1982 | 1775 |
| Hello, how are you                                | -    | -    | 1897 | 1921 | -   | -    | -    | -    | -    | -    | -    | -    | -    | -    | -    |

1. ↑  Een '-' betekent dat het nummer niet was genoteerd en een vetgedrukt getal geeft de hoogste notering van een nummer aan.
2. ↑  Deze tabel is bijgewerkt tot en met de laatste editie (2024).